# Pamela Cerdeira
Pamela Cerdeira (Ciudad de México, México, 29 de agosto de 1980) es una comunicadora, conductora, escritora y locutora mexicana.

## Biografía
Estudió en el CECC, Centro de Estudios en Ciencias de la Comunicación la licenciatura en Publicidad y actualmente cursa la Maestría en periodismo en la Universidad Anáhuac. Ha tomado diplomados de periodismo de investigación en el CIDE, así como en The Centre for Investigative Journalism.
Empezó a trabajar en los medios a los 17 años (1997) como locutora en ABC Radio y después estuvo en  Alfa Radio 91.3 de Grupo Radio Centro, MVS Radio en donde compartió programa con Susana Moscatel, Alejandro Cacho y Jessie Cervantes en diversos momentos. En televisión dentro de TV Azteca condujo "La Academia: El recreo" junto a René Franco y León Michel, en 2006 ingresó al programa "Con sello de mujer" junto a Maggie Hegyi y María Inés, cocondujo "Joserra presenta" de José Ramón Fernández. En Telefórmula de Grupo Fórmula condujo el noticiero "Rostros de la Información".
Ha escrito para diversas publicaciones como: Revista Glow y Black. Actualmente escribe semanalmente para la sección "En su tinta" del sitio de MVS Radio y para el portal "La silla rota". Tiene una video cápsula de opinión para el sitio UnoTv y conduce el programa "A todo terreno" que se transmite por MVS Radio.

## Escritora de cuentos
Ha escrito diversos cuentos infantiles publicados en formato digital:
- El monstruo del cajón
- Ana y Paty la muñeca rota
- Dragapo
- La capa mágica
- Las donaciones que nunca llegaron a Turquía

Creó el reality show radiofónico, entre estudiantes y comunidades indígenas, llamado "AmArte/MX" en donde los jóvenes desarrollaron un plan de negocios diseñado especialmente para que cada cultura lograra mantenerse en sus labores artesanales.
Actualmente es miembro de la Asamblea Consultiva del COPRED (Consejo para Prevenir y Eliminar la Discriminación de la CDMX)

## Reconocimientos
- Premio Nacional de Locución 2017
- Premio Nacional de Publicidad Universitario 2000
- Premio Nacional de Publicidad Universitario 1999
- Premio Nacional de Publicidad Universitario 1998